# Graafschap Horn

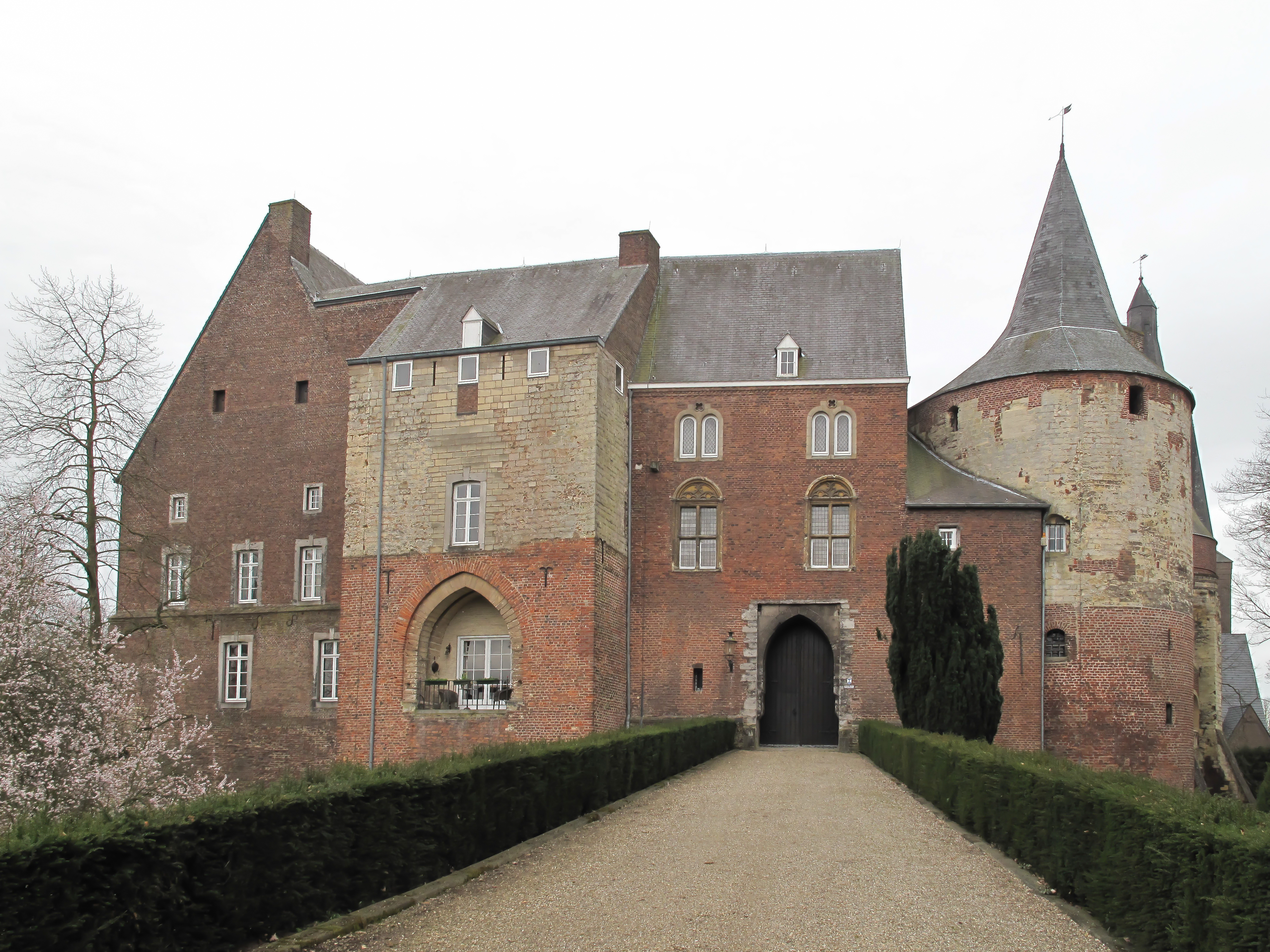
Kasteel Horn

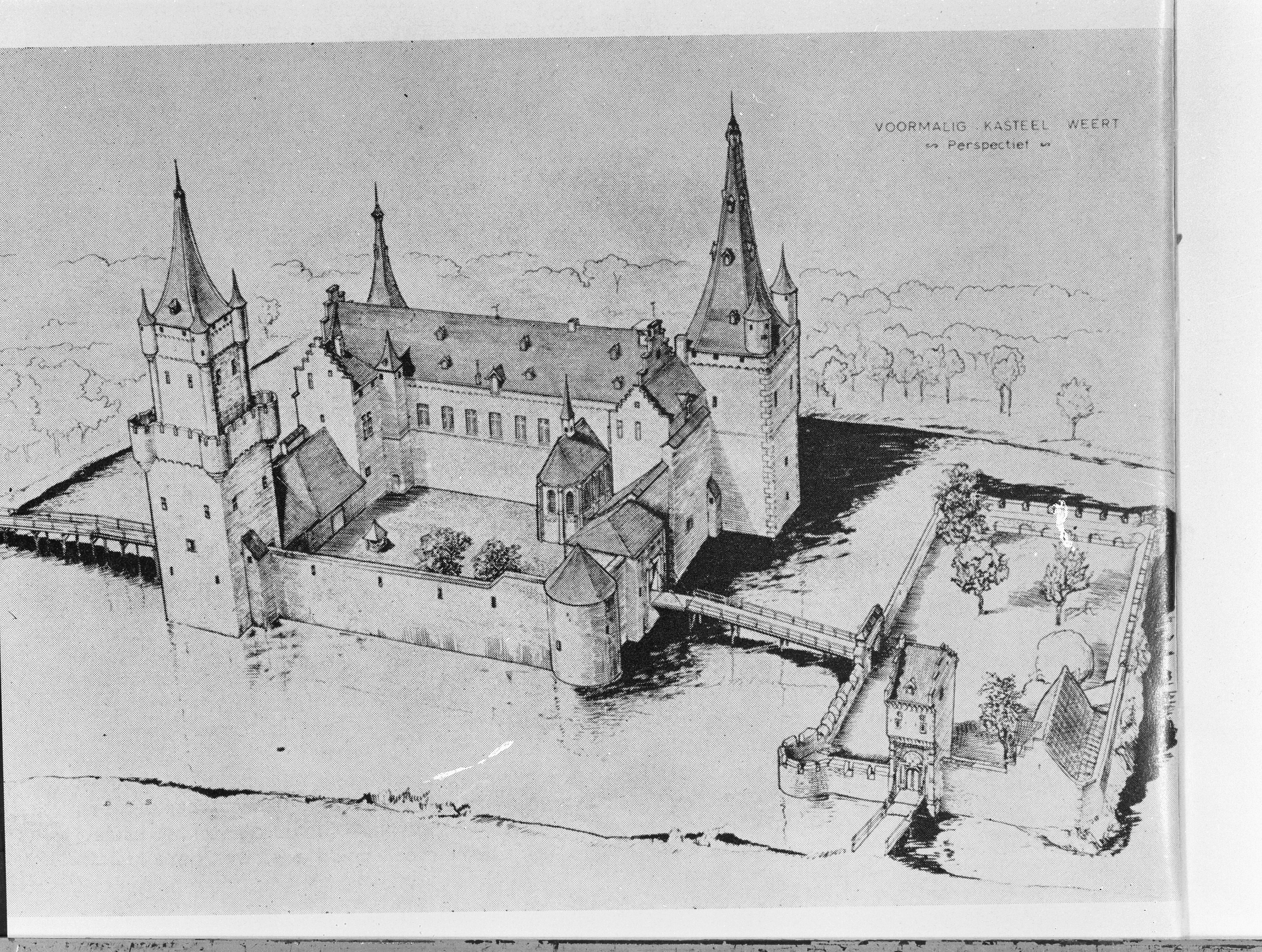
Het kasteel Nijenborgh in de Biest buiten Weert, voor de verwoesting van 1702

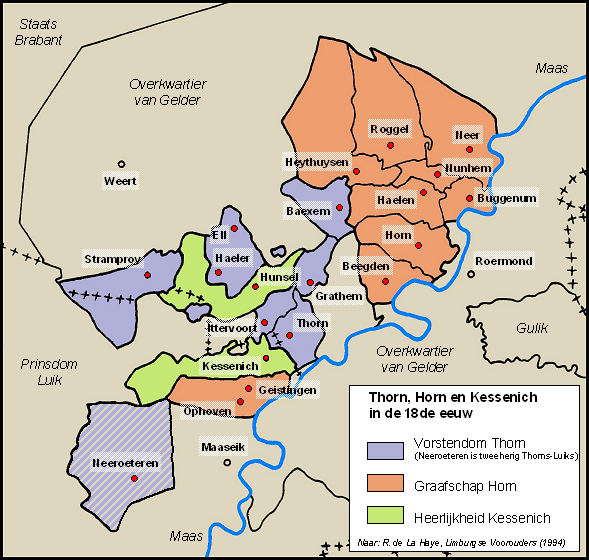
Het graafschap Horn in de 18e eeuw (oranje). De heerlijkheden Weert en Wessem waren eerder alleen in een personele unie met Horn verbonden.

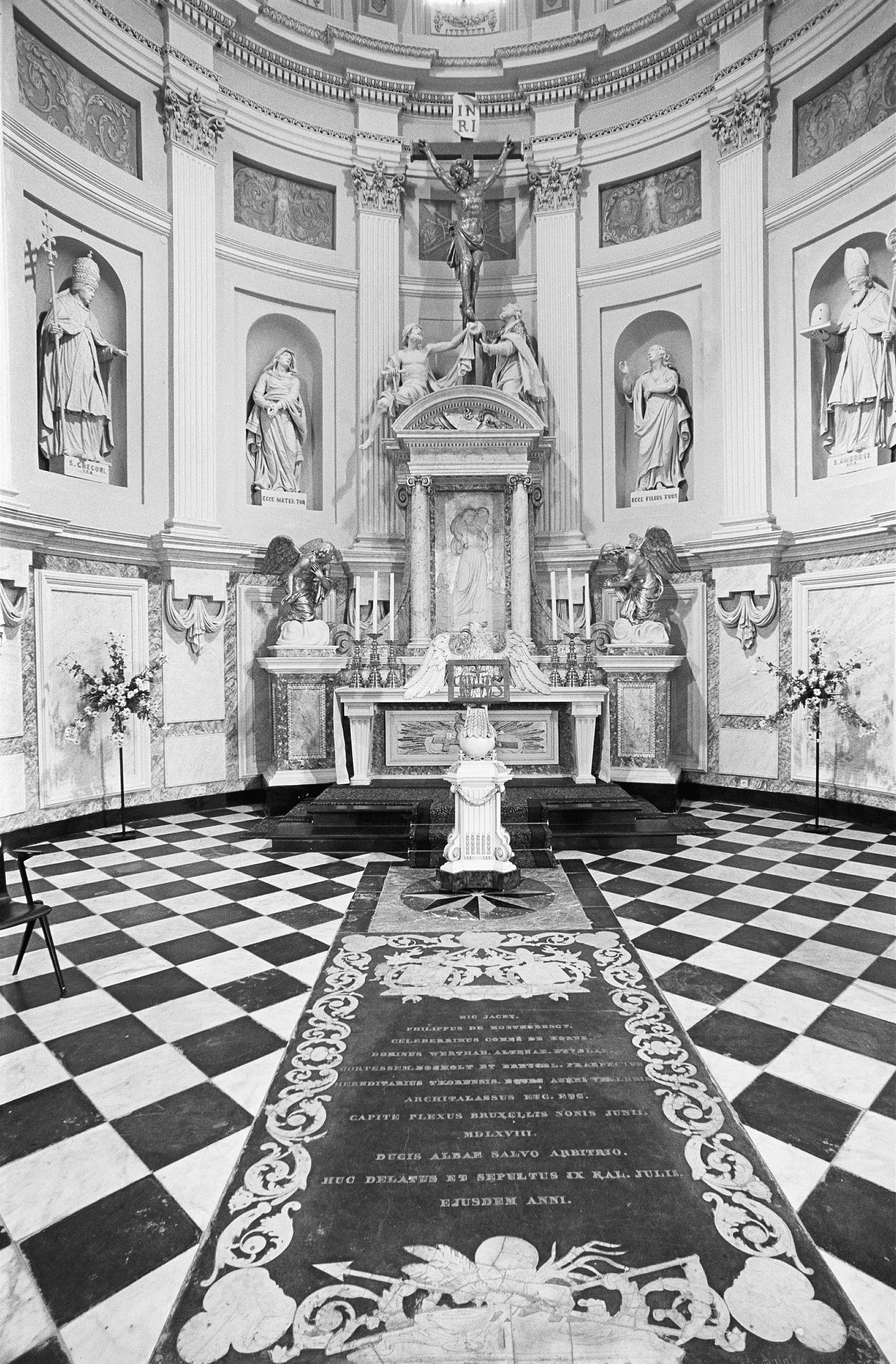
Gedenksteen voor Montmorency, voor het altaar van de Sint-Maartenskerk

Graafschap Horn, oudtijds Horne genoemd, was oorspronkelijk een heerlijkheid in het huidige Nederlands- en Belgisch-Limburg. Kasteel Horn was de stamburcht van de heren van Horn. Nadat Jacob I in 1450 was verheven tot graaf werd de heerlijkheid aangeduid als graafschap, hoewel de titel graaf strikt genomen slechts persoonlijk was. De heerlijkheid Horn was immers niet rijksonmiddellijk maar maakte deel uit van het prinsbisdom Luik. Na de kinderloze dood van graaf Filips van Montmorency viel de titel graaf van Horn terug op de landsheer, de prins-bisschop van Luik.

## Omvang
De heerlijkheid Horn was al in 1243 een leen van het graafschap Loon. Ze was opgebouwd uit twee delen:
- Het stamland dat bestond uit de schepenbanken Horn, Buggenum, Haelen (met Nunhem), Neer en Roggel (met Heythuysen). Hier waren het bestuur en de rechtspraak volledig in handen van de landsheren van Horn (via het hoofdgerecht in Haelen) en Loon (via het oppergerecht in Vliermaal).
- Een aantal in de 13e eeuw ingelijfde eigengoederen: Geistingen (toentertijd Neergeistingen en Opgeistingen), Pol-Panheel en Beegden. Deze dorpen behielden hun oude rijksvrijheid, d.w.z. bleven gerechtelijk buiten de invloed van Horn-Loon. De inwoners konden enkel berecht worden in Wessem (als appelrechter) en in Aken (als oppergerecht).

De heerschappij over deze gebieden stond in een personele unie met rechten in diverse aangrenzende territoria:
- De voogdij over twee bezittingen van het Lambertuskapittel: het abdijvorstendom Thorn en het Luiks vrijdorp Neeritter-Heel.
- (Tot 1569) De voogdij over Weert-Nederweert (Servaaskapittel) en Wessem-Kelpen-Oler (Pantaleonkapittel). Beide kerkelijke gebieden werden ±1330 omgevormd tot heerlijkheden, leenroerig aan Opper-Gelre.

## Onder het Huis Horne
De heerlijkheid Horn ontstaat omstreeks 1100 in het zuidelijke gedeelte van de Nedermaasgouw. Het lijkt erop dat ze al vroeg een leen van Loon is, maar wanneer precies is niet bekend. Mogelijk is ze al in de 10e eeuw een afgelegen onderdeel van het graafschap Huste en wordt ze later afgescheiden als een apanage van het Huis Loon. Een oorkonde uit 1147 laat een in leen opdraging ten voordele van Arnold II van Loon plaatsvinden, maar de echtheid ervan blijft onduidelijk.
De eerste met zekerheid bekende landsheer is Willem I. Hij is een neef van Dirk III, heer van Altena maar ook van Kessenich. Na Dirks dood verklaart Willem bijgevolg dat hij, naast zijn eigen grefliche gerichte te Haelen, alle Luiks-Loonse rechten in een gebied van Geistingen tot de Mussenberg en tot Weert ontvangen heeft (1243). De erflanden worden echter ook opgeëist door Dirks zuster Sophia, die naar Hollands recht de eigenlijke erfgename is. Zij en haar echtgenoot, Leonius, behouden een restgedeelte van Kessenich, terwijl de omringende plaatsen in de heerlijkheid Horn ondergebracht worden.
Willem I verwerft verder de drie nederzettingen in Weert, die een van zijn opvolgers zal samenvoegen tot één heerlijkheid met schepenbanken te Overweert en (vanaf ±1360) te Nederweert. Onder Willem I wordt bovendien de voogdij over het kerkelijke bezit Wessem omgezet in erfpacht (1219), erfpacht die uiteindelijk wordt afgekocht door Gerard I (1329). Door deze gebeurtenissen is er dus een personele unie tussen de heerlijkheden Horn, Weert en Wessem ontstaan.
Door erfenissen en erfdelingen komen ook andere heerlijkheden in deze personele unie (zie lijst van de landsheren). De heer van Horn is voortaan een leenman van niet alleen Luik-Loon, maar ook van Gelre, Holland en Brabant. Het Huis Horne groeit uit tot een bekend adellijk geslacht. Jacob I van Horne is een belangrijke bondgenoot van Filips de Goede en Lodewijk van Bourbon. In 1450 verkrijgt hij de status van rijksgraaf, een titel die waarschijnlijk persoons- en niet territoriaal gebonden is. Jacob III van Horne wordt zelfs opgenomen in de prestigieuze Orde van het Gulden Vlies (1505).

## Opheffing
Landsheer Montmorency is een van de leiders van het verzet tegen de Inquisitie onder Filips II van Spanje. Vóór zijn onthoofding (1568) duidt hij, bij gebrek aan zonen, zijn broer Montigny aan als erfgenaam. Montmorency's bezittingen binnen de Bourgondische Kreits worden echter verbeurd verklaard. Als dusdanig moeten ook Weert en Wessem aan Filips II vallen, in diens functie van hertog van Gelre, maar per vergissing worden ze voorlopig aan Montigny gelaten.
Wanneer duidelijk wordt dat Weert en Wessem wél tot de Bourgondische Kreits behoren, geeft Alva de opdracht deze heerlijkheden alsnog te confisqueren (26 juli 1569). In 1570 wordt Montigny geëxecuteerd; nu valt ook het Loonse leen rond Horn zonder erfgenaam. Gezien het uitblijven van een leenverheffing te Kuringen valt dit deel eveneens terug aan de leenheer, d.i. de prins-bisschop van Luik in diens functie van graaf van Loon (18 december 1570).
Wanneer de Nederlandse Opstand bekoelt, retourneert de Spaanse regering het Gelderse gebied (17 november 1610), waarmee Weert-Wessem opnieuw een eigen landsheer krijgt. In het Loonse gebied verandert er niets. De heerlijkheden blijven dus van elkaar gescheiden, en dit tot aan de komst van de Frans-revolutionaire troepen (1794). Dan gaan ze op in het Franse departement Nedermaas (1795-1814). Sinds 1815 behoorden Horn, Weert en Wessem tot het Verenigd Koninkrijk der Nederlanden. Er was een Belgisch intermezzo van 1830-1839. Sindsdien  is het gebied, zoals overeengekomen in de 24 Artikelen, onderdeel van Nederland, met uitzondering van Ophoven-Geistingen, dat op Belgisch grondgebied ligt.

## Landsheren van Horn
| Heerschappij over Horn- Weert-Wessem | Naam van de landsheer (vanaf 1450 'graaf') | Overige bezittingen                                                                                                 |
| ------------------------------------ | ------------------------------------------ | --- |
| tot ±1215                            | Willem/Engelbert × Margaretha van Altena   | |
| 1215-64                              | Willem I van Horne (zoon)                  | Altena, Kortessem                                                                                                   |
| 1264-1300                            | Willem II van Horne (zoon)                 | Altena, Kortessem, Loon-op-Zand                                                                                     |
| (1277-) 1301                         | Willem III van Horne (zoon)                | Altena, Kortessem, Loon-op-Zand                                                                                     |
| 1301-30                              | Gerard I van Horne (broer)                 | Altena, Kortessem, Loon-op-Zand, Cranendonck, Perwijs, Herlaar                                                      |
| 1330-43                              | Willem IV van Horne (zoon)                 | Altena, Kortessem, Loon-op-Zand, Cranendonck, Gaasbeek, Herstal, Baucigny, Montcornet                               |
| 1343-45                              | Gerard II van Horne (zoon)                 | idem |
| 1345-57                              | Willem V van Horne (halfbroer)             | Altena, Kortessem (Alle andere lenen worden toegeëigend door Gijsbrecht van Abcoude, echtgenoot van Gerards zuster) |
| 1357-69                              | Dirk Loef van Horne (voogd van Willem VI)  | Altena, Kortessem                                                                                                   |
| 1369-1405                            | Willem VI van Horne (zoon)                 | Altena (tot 1386), Kortessem, Munnikenland                                                                          |
| 1405-28                              | Willem VII van Horne (zoon)                | Altena (vanaf 1417), Kortessem                                                                                      |
| 1428-40                              | Frederik van Meurs (voogd van Jacob)       | Altena, Kortessem                                                                                                   |
| 1440-71                              | Jacob I van Horne (zoon)                   | Altena, Kortessem, Bocholt, Cranendonck (met Eindhoven, Woensel, Soerendonk, Maarheeze en Budel)                    |
| 1471-86                              | Jacob II van Horne (zoon)                  | Altena, Kortessem, Bocholt, Cranendonck                                                                             |
| 1501-31                              | Jacob III van Horne (zoon)                 | Altena, Kortessem                                                                                                   |
| 1531-40                              | Jan van Horne (broer)                      | Altena, Kortessem, Bocholt                                                                                          |
| 1540-68                              | Filips van Montmorency (stiefzoon)         | Altena, Kortessem, Bocholt                                                                                          |

In 1569-70 vallen Montmorency's bezittingen terug aan zijn leenheren, de landvoogd van de Habsburgse Nederlanden en de prins-bisschop van Luik. Enkel het Gelderse gedeelte Weert-Wessem krijgt later opnieuw een eigen landsheer en -vrouwe (1610).
- Zie prins-bisschoppen van Luik voor de landsheren van Horn na 1569
- Zie landsheren van Weert-Wessem voor de landsheren van Weert en Wessem na 1569

## Trivia
- Het voormalige Horn ligt voor het grootste deel in de gemeente Leudal. Bij de oprichting van deze gemeente (2007) werd 'Land van Horne' voorgedragen als een van de mogelijke gemeentenamen.